# Vilhelm av Sachsen-Weimar
Vilhelm av Sachsen-Weimar, född 11 april 1598 i Altenburg, död 17 maj 1662 i Weimar. Vilhelm deltog på den protestantiska sidan i trettioåriga kriget. 
Han var även psalmförfattare och finns som sådan representerad i den danska Psalmebog for Kirke og Hjem.
Hans äldste son, Johan Ernst II, ärvde tronen han efterlämnade.